# Jor
Jor (stsl. jorъ) je naziv za slovo glagoljice i stare ćirilice. 
Koristilo se za zapis glasa /ъ/, tzv. tvrdog poluglasa. Za njega se ne zna točno kako se izgovarao, najvjerojatnije je riječ o vrlo kratkom /u/, pa se ovaj glas bilježi u literaturi i kao ŭ.
U kajkavskom, čakavskom i štokavskom, kao i u slovenskom, oba poluglasa su rano prešla u srednji glas /ə/. U nekim drugim slavenskim jezicima, poluglasovi se nisu izjednačivali, tako da npr. u ruskom je ъ ispao ili prešao u o, dok je ь ispao ili prešao u e. Sam naziv jor odražava ъ > o.
U hrvatskim tekstovima se zbog prelaska u /ə/ izgubila razlika između dva glasa, pa se koristio samo ovaj simbol (jer je ispao iz upotrebe), a postojala je i jednostavna varijanta, tzv. štapić (u principu vrlo slična latiničnom slovu I), koji se vjerojatno razvio iz apostrofa.
Standard Unicode i HTML ovako predstavljaju slovo jor u glagoljici, uključujući varijantu štapić:
|                           | Unikod | Unikod                            | HTML     | HTML | izgled ovisi o pregledniku | poveznice (engl.)                |
| k. točka                  | naziv  | kod                               | entitet  |      | izgled ovisi o pregledniku | poveznice (engl.)                |
| ------------------------- | ------ | --------------------------------- | -------- | ---- | -------------------------- | -------------------------------- |
| veliko slovo jor          | U+2C1F | GLAGOLITIC CAPITAL LETTER YERU    | &#x2C1F; | nema | Ⱏ                          | detaljni podaci test preglednika |
| malo slovo jor            | U+2C4F | GLAGOLITIC SMALL LETTER YERU      | &#x2C4F; | nema | ⱏ                          | detaljni podaci test preglednika |
| veliko slovo jor (štapić) | U+2C2C | GLAGOLITIC CAPITAL LETTER SHTAPIC | &#x2C2C; | nema | Ⱜ                          | detaljni podaci test preglednika |
| malo slovo jor (štapić)   | U+2C5C | GLAGOLITIC SMALL LETTER SHTAPIC   | &#x2C5C; | nema | ⱜ                          | detaljni podaci test preglednika |

## Poveznice
- Jer
- Hrvatski jezik
- Staroslavenski jezik
- Slavenski jezici

## Vanjske poveznice
- Definicija glagoljice u standardu Unicode (PDF) (eng.)
- Stranica R. M. Cleminsona, s koje se može instalirati font Dilyana koji sadrži glagoljicu po standardu Unicode (eng.)